# Species Plantarum
Species Plantarum, pubblicato per la prima volta nel 1753, è un'opera in due volumi di Carl von Linné.
La sua realizzazione costituì il punto di partenza della moderna nomenclatura botanica.

## Opera
Come consueto per la letteratura scientifica del tempo, il libro fu pubblicato in latino.
L'opera è di notevole interesse storico-scientifico per i seguenti aspetti:
- contiene la descrizione di tutte le piante conosciute all'epoca;
- ne consente agevolmente la identificazione, grazie all'attribuzione di ogni genere in una classe e in un ordine, stabiliti sulla base della semplice osservazione di stami e pistilli;
- identifica ciascuna specie con un binomio latino, cioè con l'unione di due nomi: il nome del genere, comune ad una serie di specie; e il nome specifico, un epiteto che caratterizza e consente la univoca identificazione della specie. Questa convenzione è alla base di quella che oggi viene chiamata nomenclatura binomiale.

## Edizioni
- Linneo. Species Plantarum. Exhibentes plantas rite cognitas, ad genera relatas, cum differentiis specificis, nominibus trivialibus, synonymis selectis, locis natalibus, secundum systema sexuale digestas, prima edizione, pp. 1200, + XXXI. Stoccolma, Imprensis Laurentius Salvius, 1753 (vol. 1 e vol. 2)
- Seconda edizione, 1762-1763.
- Terza edizione, 1764.
- Quarta edizione, a cura di Carl Ludwig Willdenow, 1797-1830.